# ۴-متیل‌ایمیدازول
۴-متیل‌ایمیدازول (به انگلیسی: 4-Methylimidazole) یک ترکیب شیمیایی با شناسه پاب‌کم ۱۳۱۹۵ است. شکل ظاهری این ترکیب، جامد زرد است.